# Arvid Svan
Arvid Svan, född 1300-talet död tidigast 1453, var en svensk lagman.
Han blev lagman i Tiohärads lagsaga 1426 och var det till 1453. Han tog ställning för Kristian I 1451 vilket ledde till att han 1453 dömdes för högföräderi vilket medförde att han avrättades av kung Karl Knutsson Bonde alternativt flydde till Danmark. 
Innehade Hamar eller nuvarande Liljenäs i Torskinge socken vid Bolmen.